# Gruppo montuoso del Monte Nuria
Il Gruppo montuoso del Monte Nuria (1.888 m s.l.m) è una breve catena montuosa dell'Appennino centrale abruzzese, appartenente al sottogruppo dei Monti del Cicolano, posta nella parte orientale della provincia di Rieti, al confine con la provincia dell'Aquila, a cavallo fra i comuni di Antrodoco, Fiamignano e Borgo Velino, fra il Terminillo a nord-ovest,  i Monti della Duchessa a sud-est, i Monti Carseolani a ovest, il gruppo montuoso di Monte Calvo a nord-est e di Monte Giano a nord.

## Descrizione

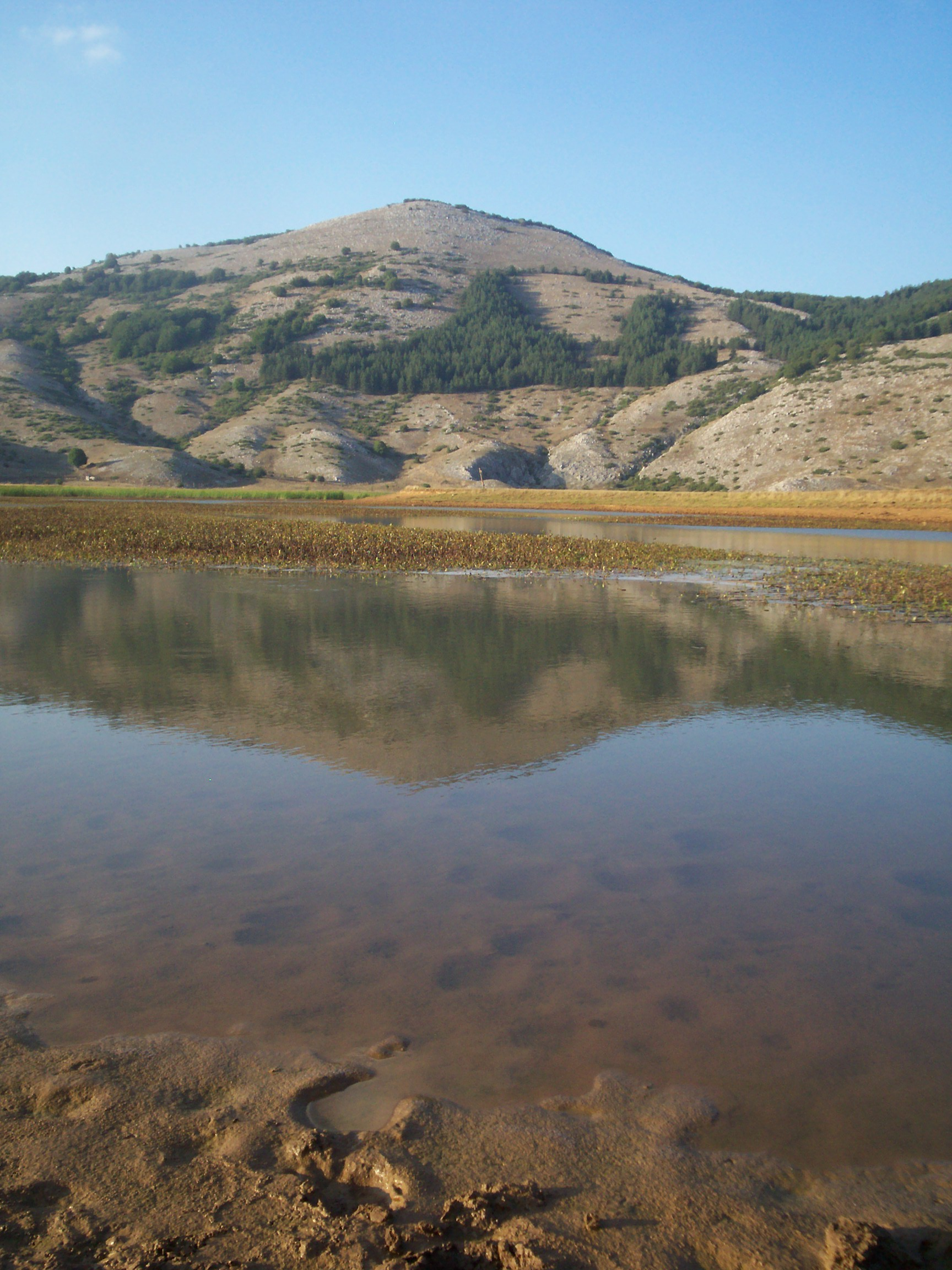
Il Lago di Rascino sotto il gruppo montuoso (versante sud)

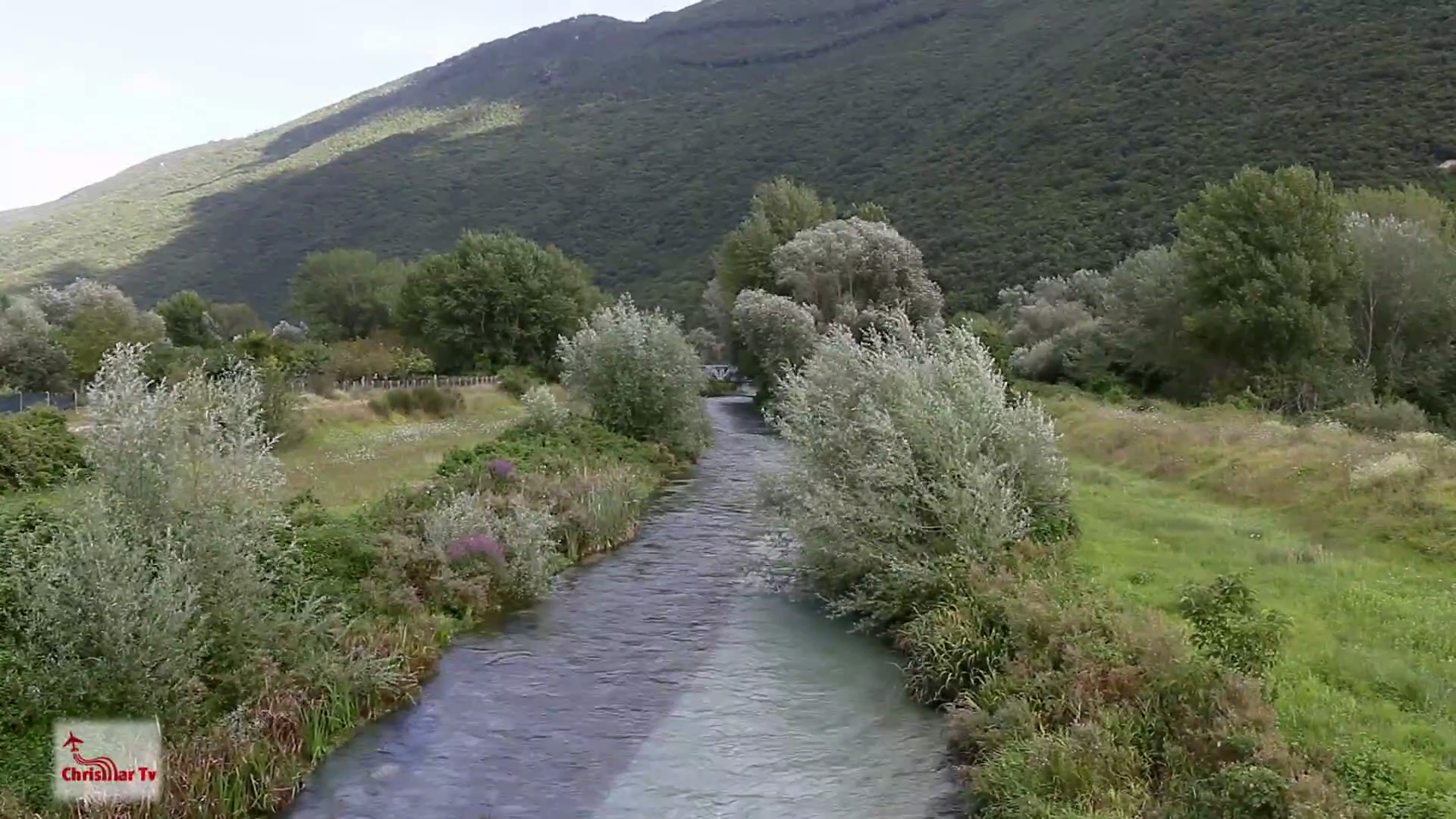
Sorgenti del Peschiera (versante nord)

La cima più elevata è il Monte Nuria (m. 1888), seguito dal Monte Nurietta (m.1884), posto poco più a sud. A est si trova il Monte Torrecane (m. 1576) che domina il piano di Cornino. Proseguendo in direzione sud-est si trovano il Monte Vignole (m. 1470), il Monte Crespiola (m. 1498), il Monte Coppo Chiappino (m. 1400), il Colle dello Schiavo (m.1450), il Colle del Saraceno (m. 1575), il Colle Cornacchia (m. 1493) per finire con il valico di Castiglione in Tornimparte (m. 1188). Sulle falde occidentali del gruppo si trovano le sorgenti del fiume Peschiera, nel territorio del comune di Cittaducale.

### Altipiani
Il gruppo montuoso ospita in tutto quattro altipiani:
- Il piano della Rocca;
- il piano di Piscignola;
- il piano di Cornino;
- il piano di Campolasca;

### Importanza naturalistica
La copertura forestale è costituita prevalentemente da boschi di faggi che arrivano fino ai 1700 m. Nel territorio si trovano inoltre due siti di importanza comunitaria (SIC):
- IT6020015 denominato “Complesso del Monte Nuria”;
- IT6020014 denominato “Piana di Rascino”.

### Sport
L'intera area è meta di escursionisti a piedi, a cavallo e in MTB d'estate e sciescursionisti d'inverno.